# Långtjärnen (Nordmarks socken, Värmland, 665366-140318)
Långtjärnen är en sjö i Filipstads kommun i Värmland och ingår i Göta älvs huvudavrinningsområde. Sjöns area är 0,289 kvadratkilometer och den befinner sig 255 meter över havet.